# سليمان أباد (مقاطعة فارياب)
سليمان أباد (بالفارسية: موتورهای سلیمان‌آباد حور) هي مستوطنة تقع في البلدة المركزية في إيران. يقدر عدد سكانها بـ 126 نسمة بحسب إحصاء 2016.